# Blocotto
Le blocotto ou la sauce blocotto est une spécialité du nord du Bénin. Ce qui la différencie des autres sauces est le fait que cette dernière est préparée avec des pattes de bœuf. Le blocotto se mange à tout moment mais davantage comme plat de résistance. Le blocotto est une sauce qui accompagne toutes sortes de pâtes. On peut la consommer avec de l'akassa, de l'igname pilé, du wɔ̌, du wokoli, du telibɔ̌ wɔ̌ ou d'autres types de pâtes,,,,,,,. 